# San Andrés (El Salvador)

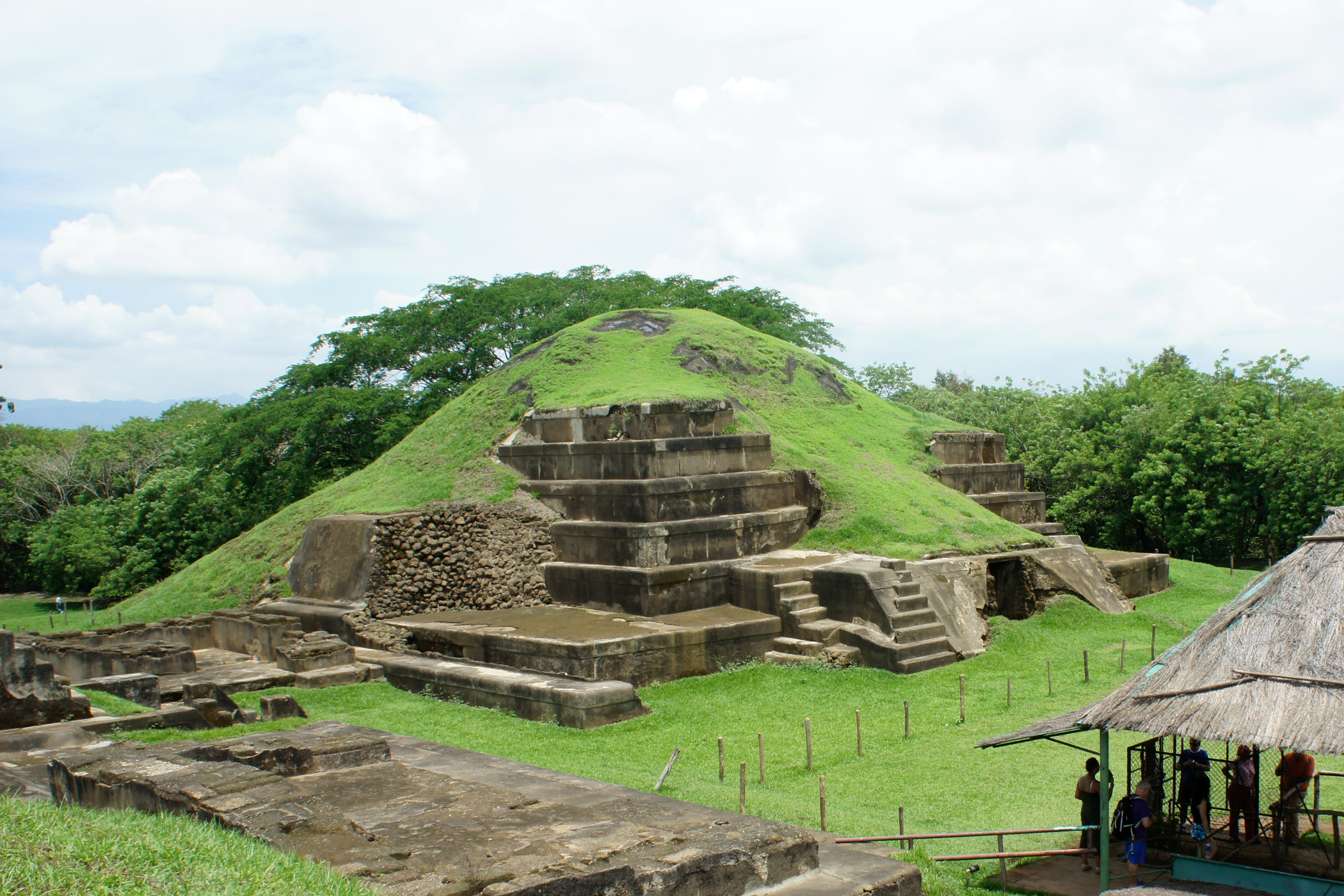
Pirâmide principal no sítio da Acrópole, Parque Arqueológico de San Andrés.

San Andrés é um sítio arqueológico pré-colombiano em El Salvador, cuja longa ocupação se iniciou cerca de 900 a.C., como povoado agrícola no vale de Zapotitán, no departamento de La Libertad. O povoado foi abandonado cerca de 250 em virtude da grande erupção da caldeira do lago Ilopango e novamente ocupado no século V, juntamente com muitos outros locais do vale de Zapotitán. Entre os anos 600 e 900, San Andrés foi a capital de um senhorío maia, sede de uma dinastia governante, com supremacia sobre os demais assentamentos do vale de Zapotitán.

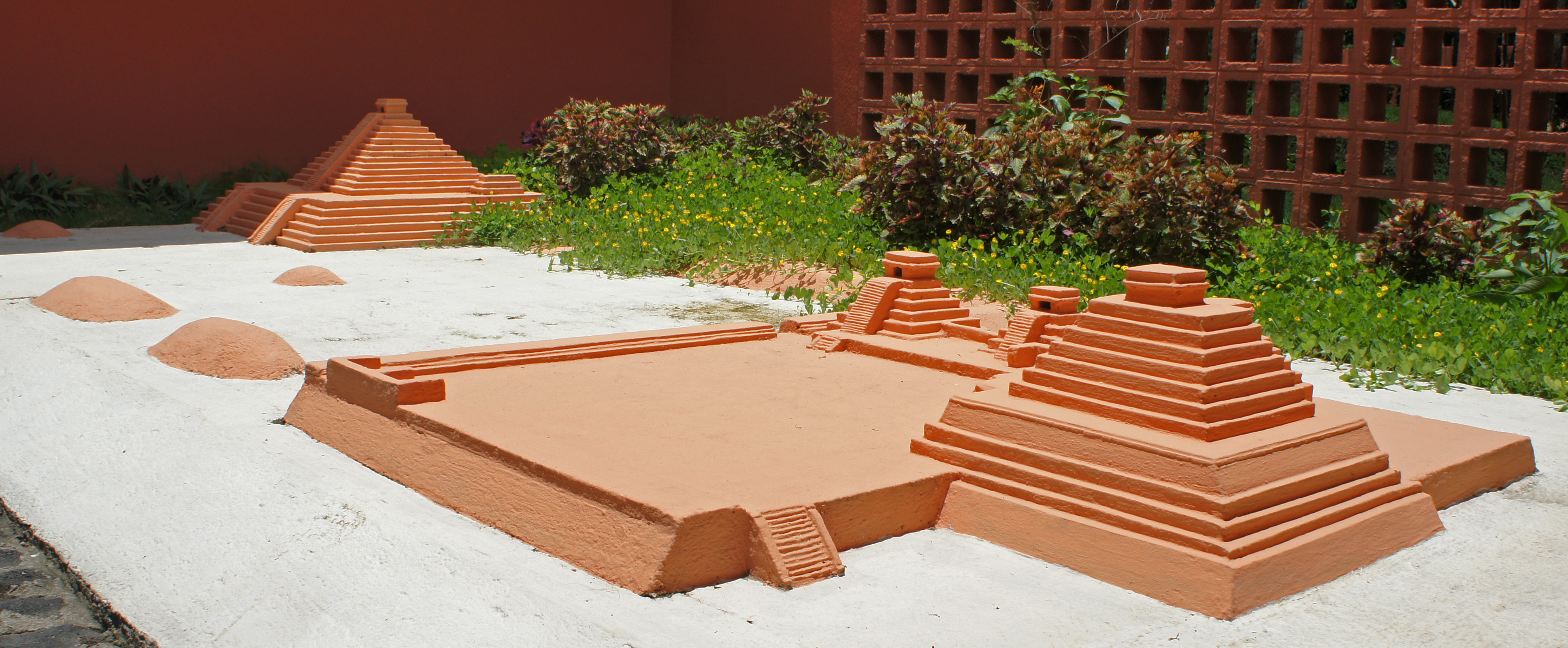
Modelo à escala das principais estruturas de San Andrés. Complexo da acropóle (primeiro plano) e pirâmide de "La Campana" em segundo plano

A área residencial não foi até agora muito estudada. As investigações e escavações em San Andrés têm sido efectuadas sobretudo no centro político-cerimonial e revelaram que no início existiam duas praças (norte e sul, onde se situava o governo). No ano 600 a praça sul foi preenchida com adobe, deixando-se um túnel que conduzia à praça original, construindo-se a Acrópole onde se encontram as estruturas cerimoniais e políticas; nos extremos sul e oriente da Acrópole encontram-se várias estruturas entre as quais a pirâmide principal. Nos extremos norte e poente, situa-se uma série de quartos onde habitavam os governantes (que constituem os últimos palácios de San Andrés), dos quais dois foram reconstruídos; a sul da Acrópole encontra-se uma outra estrutura cerimonial. Na praça norte, encontram-se a pirâmide 5 a qual está ligada à Acrópole pela estrutura 6, em forma de L. Em redor da estrutura 5 estão as estruturas onde se levava a cabo o comércio.

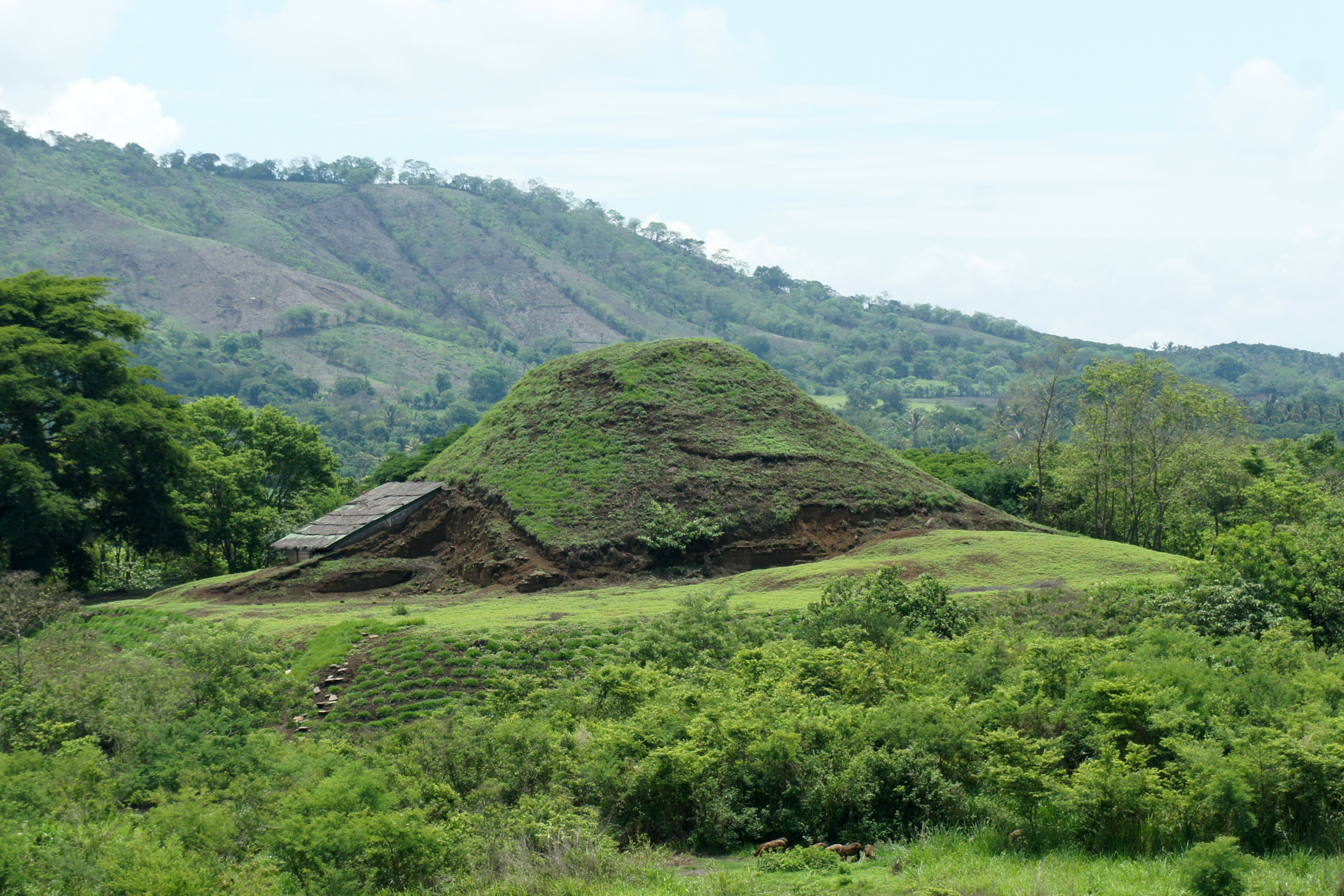
Pirâmide no sítio de La Campana, Parque Arqueológico de San Andrés.

A arqueologia demonstra que San Andrés teve fortes contactos com Copán e Teotihuacan, e que recebeu bens comerciais desde lugares tão afastados como os actuais territórios de Petén na Guatemala e Belize. San Andrés deixou de existir como centro político em finais do século IX. A última evidência de actividade pré-hispânica ocorreu entre os anos 900 e 1200 como sítio residencial, do qual restam alguns fragmentos de incensários e cerâmica pintada com cenas de sacrifícios no estilo Mixteca-Puebla, os quais pertencem a uma fase cultural nova, denominada como Guazapa, relacionada com a cidade pré-hispânica de Cihuatán.
Após a conquista espanhola, as ruínas de San Andrés situavam-se dentro de uma fazenda colonial dedicada à pecuária e à produção de anil. Graças à erupção do vulcão El Playón em 1658, as oficinas de produção de anil foram sepultadas e conservadas quase intactas. Em 1996 o governo de El Salvador, inaugurou o Parque Arqueológico de San Andrés, onde os visitantes podem ver as pirâmides, as oficinas de anil e o museu do sítio.